# 복사
복사(複寫, copying)는 정보나 물건을 복제하거나, 같은 것을 두 장 겹쳐서 쓰는 것을 일컫는 용어이다. 복사는 원래 생성된 프로세스를 사용하지 않고 해당 정보나 아티팩트의 인스턴스를 기반으로 정보나 아티팩트를 복제하는 것이다. 아날로그 형태의 정보를 사용하면 사용된 장비의 품질과 운영자의 기술에 따라 제한된 정확도로만 복사가 가능하다. 복사본을 만들 때 원본에서 복사본으로 "노이즈"(무작위 작은 변화)가 발생하는 불가피한 세대적 손실, 품질 저하 및 축적이 있다. 이러한 악화는 각 세대마다 누적된다. 디지털 형태의 정보를 사용하면 복사가 완벽하다. 복사 및 붙여넣기는 컴퓨터 사용자가 텍스트나 콘텐츠 영역을 선택하고 복사할 때 자주 사용된다.
대부분의 고정밀 복사 기술은 각 데이터 읽기에 대해 한 가지 유형의 해석만 가능하고 데이터 또는 데이터 클래스의 해석을 작성하는 방법은 한 가지만 가능하다는 원칙을 사용한다.

## 저작권
복사의 개념은 특정한 분야의 법 안에서 특별한 중요성을 가진다. 지적 재산법의 각 주요 분야에서 어떠한 종류의 복사가 특히 저작권법과 같은 분야에서 법으로 금지되는지 수많은 경우를 통해 살펴볼 수 있다.
이에 관한 개념으로 다른 사람의 작품을 베끼어 자기의 것으로 만들어버리는 표절이 있다.

## 같이 보기
- 복사기
- 레플리카
- 사본
- 복사 방지